# 桑德斯 (肯塔基州)
桑德斯（英語：Sanders）是一個位於美國肯塔基州卡洛爾縣的城市。

## 地方資料
根據2020年美國人口普查的數據，桑德斯的面積為0.77平方千米，當中陸地面積為0.76平方千米，而水域面積為0.01平方千米。當地共有人口197人，而人口密度為每平方千米255.84人。